# Розано (Фиренца)
Розано је насеље у Италији у округу Фиренца, региону Тоскана.
Према процени из 2011. у насељу је живело 670 становника. Насеље се налази на надморској висини од 82 м.